# 五所 (市原市)
五所（ごしょ）は、千葉県市原市の五井地区及び市原地区にある大字。郵便番号は290-0066。

## 概要
千葉県市原市北部の五井地区及び市原地区にある。五井地区に属するものは字一番囲と字二番囲のみで、それ以外は全て市原地区に属する。大字域は間に旭五所・東五所及び西五所を挟んで東と西で分かれている。その面積比はおおよそ2:1である。
かつてダイエー市原店とイトーヨーカドー八幡宿店が存在したが、前者は後者の影響で、後者はアリオ蘇我の影響で閉店している。

## 地理
北は八幡海岸通、東は八幡、南は市原及び西野谷、西は白金町及び君塚と接している。

## 歴史

### 地名の由来
御所とも書く。戦国時代に足利義明の御所が置かれたことにちなむ。 御所跡は金杉川下流北岸の今井家付近と推定されている。

### 沿革
- 1963年（昭和38年）5月1日 - 市原市市制施行により市原市の一部に[8]。
- 1980年（昭和55年）3月18日 - 区画整理事業の換地処分により、一部が旭五所、東五所、西五所に分かれる[8]。

## 世帯数・人口
2022年4月1日現在の世帯数と人口は以下の通りである。
| 町丁字 | 世帯数    | 人口    |
| ------ | --------- | ------- |
| 五所   | 1,383世帯 | 2,829人 |

## 通学区域
市立小学校・市立中学校及び県立高等学校の通学区域は以下の通りである。
| 町丁字 | 番地 | 小学校             | 中学校             | 高等学校 |
| ------ | ---- | ------------------ | ------------------ | -------- |
| 五所   | 一部 | 市原市立五所小学校 | 市原市立八幡中学校 | 第9学区  |
| 五所   | 一部 | 市原市立八幡小学校 | 市原市立八幡中学校 | 第9学区  |
| 五所   | 一部 | 市原市立白金小学校 | 市原市立若葉中学校 | 第9学区  |

## 施設

### 現存
- 市原市立五所小学校
- 千葉県水道局千葉水道事務所市原支所
- ジョイフル本田市原店
- 五所特定県営住宅
- ボートピア市原
- ザ・ガーデンアイル
- ルネ市原八幡宿

### 廃止
- イトーヨーカドー八幡宿店
- ダイエー市原店
- トイザらス市原店

## 交通

### 鉄道
最寄りは八幡宿駅。